# Cosas que hacer antes de los 30
Cosas que hacer antes de los treinta  (Things to do before you´re 30) es una película de 2004 dirigida por Simon Shore y protagonizada por Dougray Scott, Jimi Mistry, Shaun Parkes y Emilia Fox, entre otros.
El segundo largometraje de Simon Shore es una divertida historia sobre un grupo de personas que intentan vivir sus vidas de adultos al tiempo que se aferran a su juventud. Ambientada en el cosmopolita Londres del siglo XXI, la cinta está basada en la película holandesa de gran éxito "All Stars" (su continuación para televisión ganó el premio Emmy Internacional en el año 2000) y protagonizada por los actores Dougray Scott (Misión imposible 2), Jimi Mistry (El gurú del sexo), Emilia Fox (El pianista) y Shaun Parkes (El regreso de la momia).

## Sinopsis
En 1983, Don Robson, el Don, forma un nuevo equipo de fútbol, el Atlético Greenwich. Veinte años después, seis de sus miembros siguen jugando en el equipo. Pero sus vidas, -y por tanto la situación del equipo- se han vuelto mucho más complicadas. Ahora que se acerca el partido quinientos es hora de decidir entre el compromiso con el equipo o los problemas personales: Cass quiere tener un hijo con Kate; Adam tiene un secreto que no está seguro de querer contar; Colin está desesperado por montarse un trío; Dylan cree que ha encontrado a la mujer perfecta; Billy intenta salvar su matrimonio; y Johnny tiene que hacer frente a la muerte de su padre, el Don, fundador del equipo.